# Segovia (stacja kolejowa)
Segovia – stacja kolejowa Renfe Cercanías w Segowii, w regionie Kastylia i León, w Hiszpanii. Znajdują się tu 2 perony. Po otwarciu dworca Segovia-Guiomar szybkiej kolei Madryt-Valladolid przejął on dużą część ruchu pasażerskiego. 